# Lankow (Wüstung)
Koordinaten: 53° 42′ 33″ N, 10° 51′ 44″ O

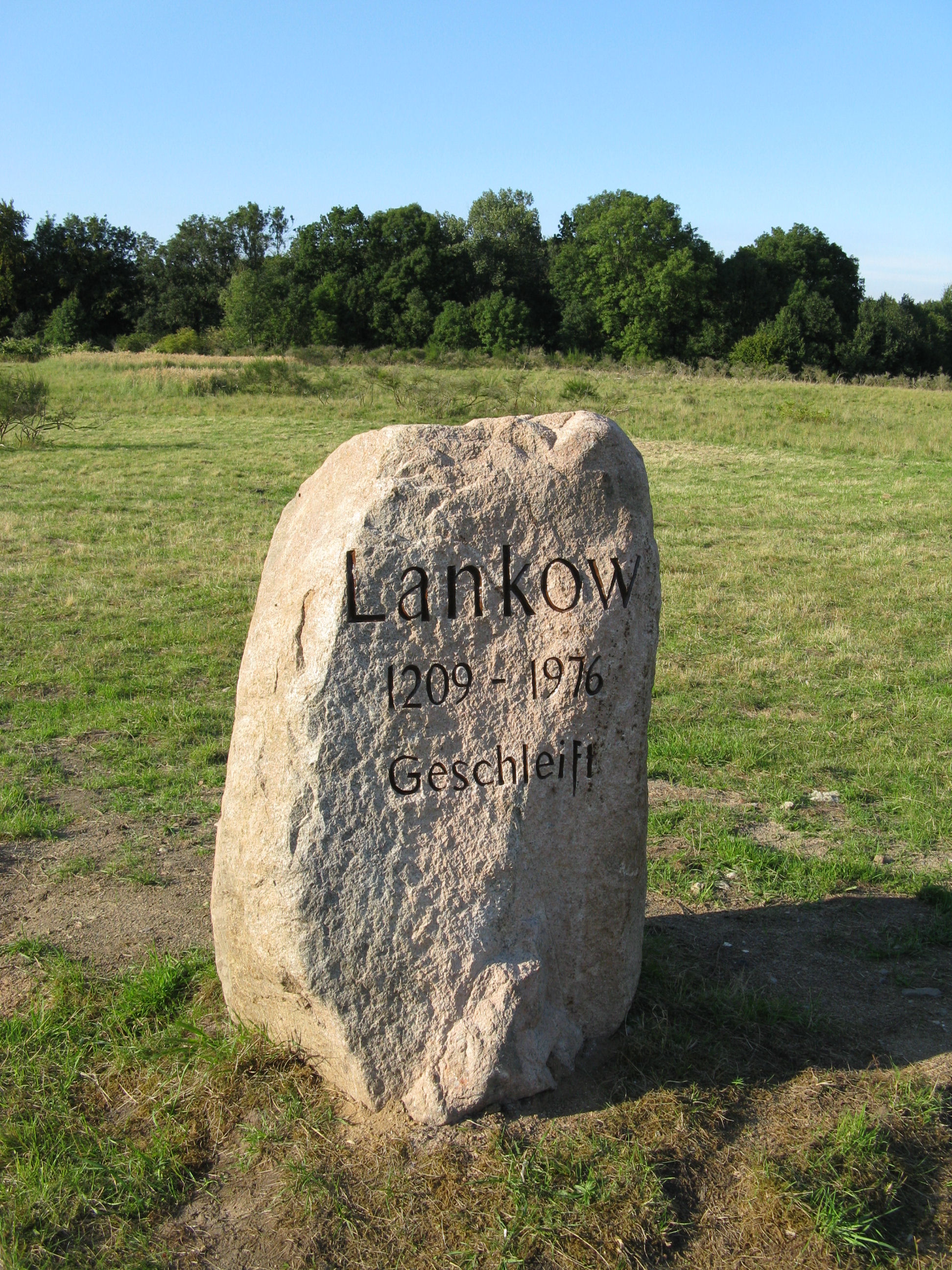
Gedenkstein aus dem Jahr 2009

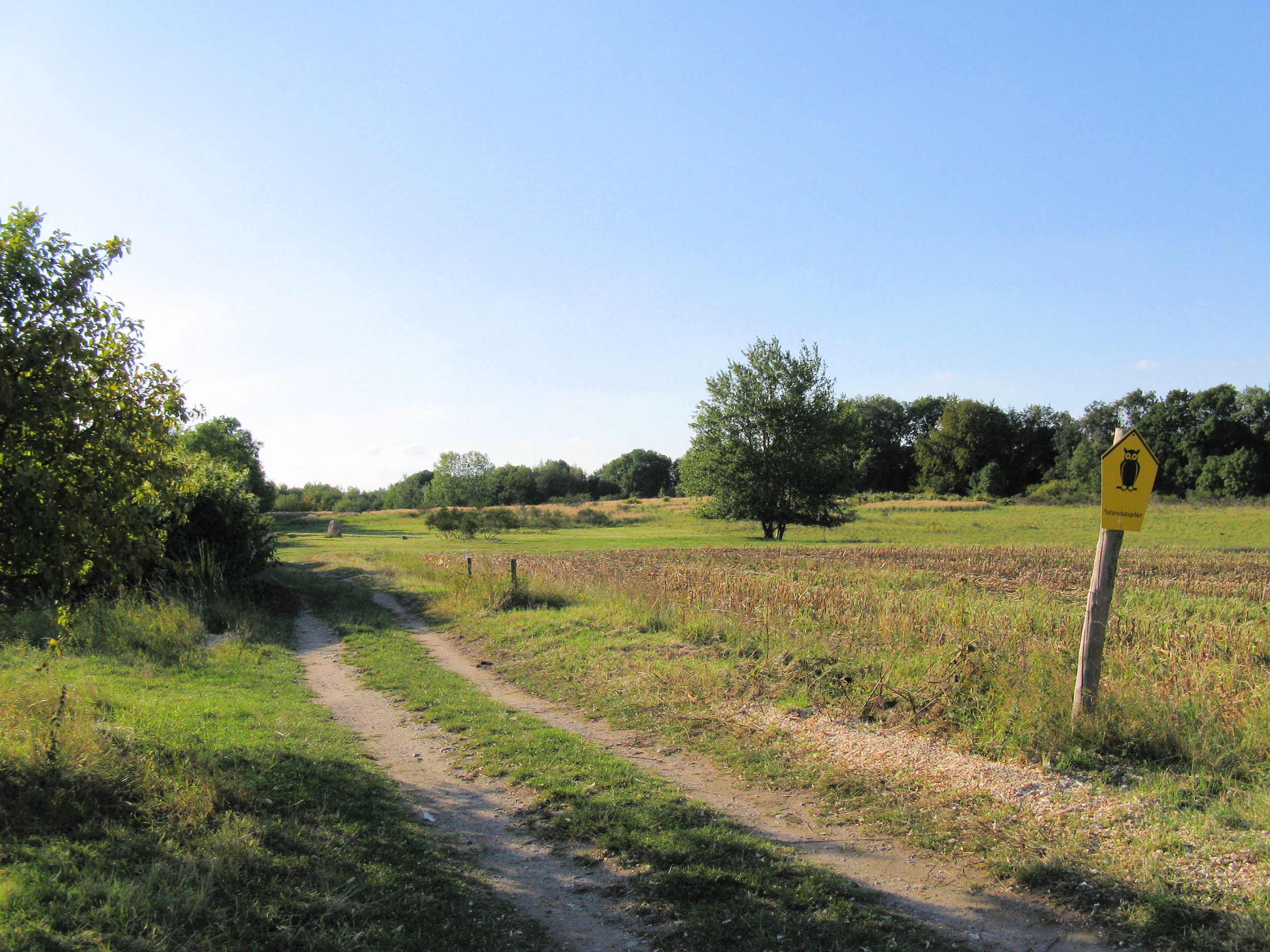
Ortslage

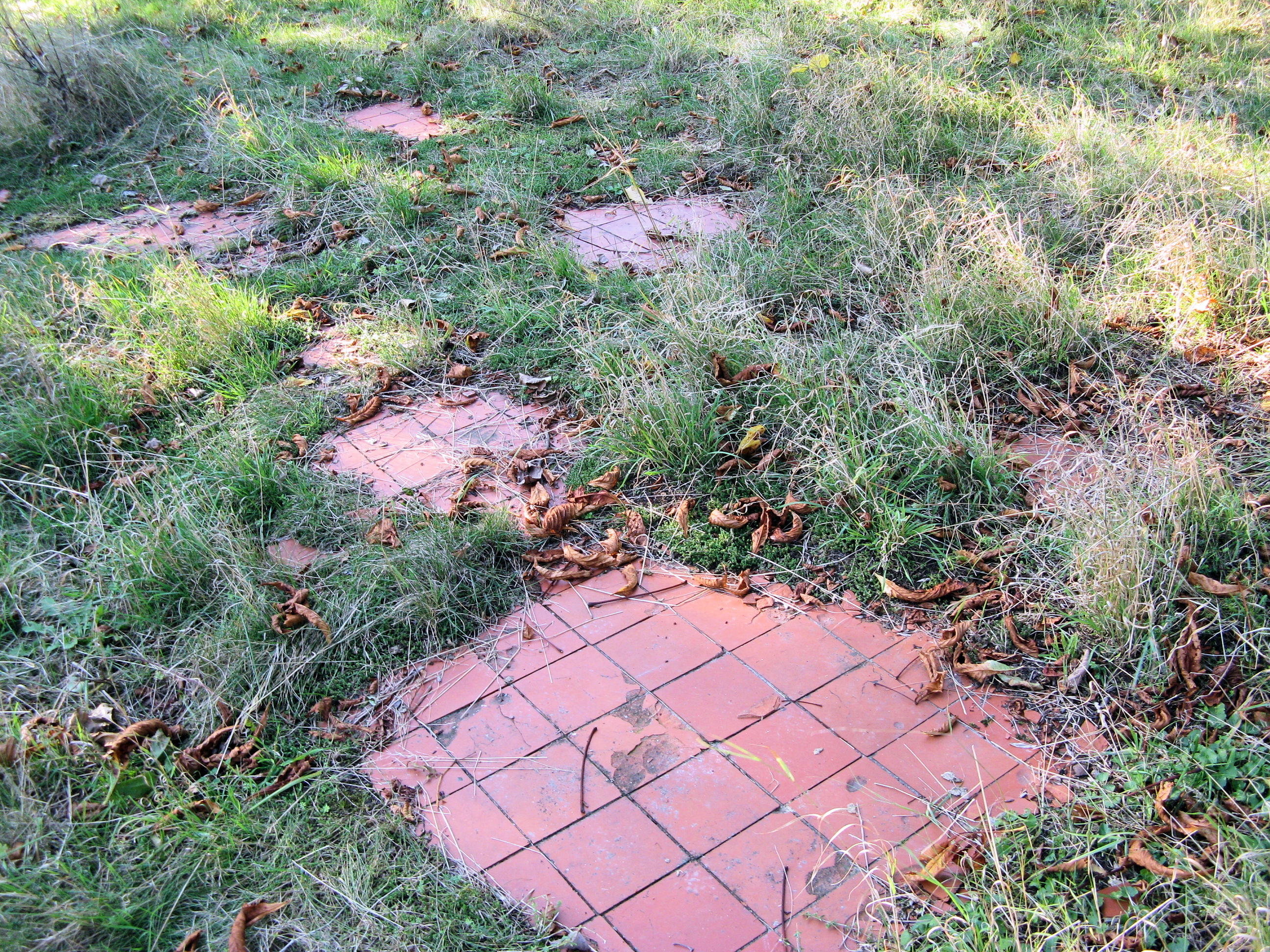
Bodenplattenrest eines abgetragenen Hauses

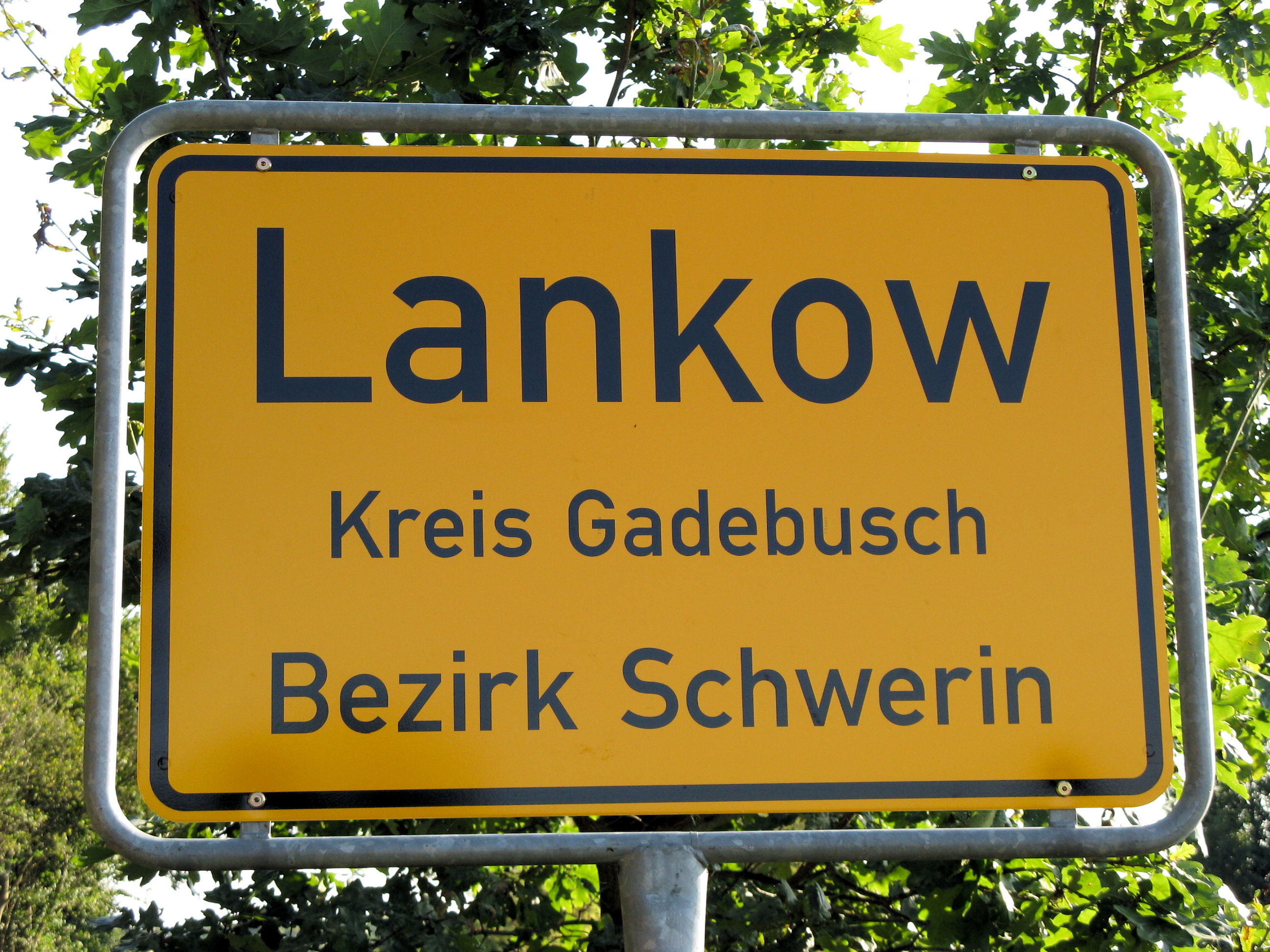
Symbolisches Ortsschild

Lankow ist eine Wüstung auf dem Gemeindegebiet von Dechow im Landkreis Nordwestmecklenburg in Mecklenburg-Vorpommern an der ehemaligen innerdeutschen Grenze. Wegen der Grenznähe wurden Bewohner ab 1952 zwangsumgesiedelt und die Bebauung 1976 abgetragen. Heute zeugen noch Gebäudereste und Obstbäume von der einstigen Besiedlung.

## Geografie
Das Dorf Lankow lag auf einer Halbinsel am Lankower See, die diesen in ein Nord- und Südbecken trennt. Das Gelände ist durch den Pommerschen Maximalvorstoß der Weichseleiszeit geformt worden. Die Geländehöhe fällt vom Baarsberg zum Seeufer von 51 auf 31 m ü. NHN ab. Die Umgebung der einstigen Ortschaft ist heute von Weide- und Ackerflächen geprägt. Das Seeufer ist mit Schilf und Bruchwald bewachsen. Etwas nordöstlich der Wüstung liegt der Lankower Forst.
Nahegelegene Städte sind Ratzeburg etwa fünf Kilometer westlich und Gadebusch etwa 16 Kilometer östlich. Nach Lankow führt ein von der von Groß Molzahn nach Neu Thurow führenden Kreisstraße 7 abzweigender und auf den letzten hundert Metern unbefestigter Weg.

## Geschichte
Der Ortsname kommt aus dem Slawischen und bedeutet so viel wie am Sumpf gelegen, vgl. Lanke (Toponym).
Die Ersterwähnung Lankows findet sich in einem Erlass des Ratzeburger Bischofs Philipp aus dem Jahr 1209. Besiedelt war die Gegend, wie Grabungen belegen, jedoch bereits vor 10.000 Jahren. Es existierten zwei Dörfer, Klein Lankow und Groß Lankow, die sich in Besitz der Familie von Ritzerow befanden. 1312 kaufte das Ratzeburger Domkapitel Klein Lankow, durch eine Schenkung gelangte es 1370 auch in den Besitz von Groß Lankow. Der See war schon früher in Besitz des Kapitels. Lankow wurde zu Hof Molzahn gelegt.
Im Einzugsbereich des Lankower Sees wurden im 15. und 16. Jahrhundert großflächig Waldflächen gerodet, die fortan landwirtschaftlich genutzt wurden. Während des Dreißigjährigen Krieges fiel Klein Lankow wüst, der Dechant Detlev von Bülow fand bei seinem Amtsantritt 1644 nur noch drei Bauernstellen in Groß Lankow vor. Am Ende des 19. Jahrhunderts gab es im Ort drei Bauernstellen, fünf Büdnereien und drei Katen. Eine kleine Schule existierte von 1869 bis 1938. Nach dem Ende des Zweiten Weltkriegs kam Lankow zur Zentralgemeinde Schlagsdorf. Die Bevölkerungszahl stieg von 1942 bis 1946 durch den Zuzug von Flüchtlingen von 59 auf über hundert. Am 1. Juli 1950 wurde der Ort nach Groß Molzahn eingemeindet. Die Umgemeindung nach Dechow erfolgte 1960 zeitgleich mit der Zusammenlegung der Landwirtschaftlichen Produktionsgenossenschaften von Lankow und Dechow.
Im Zuge der Grenzsicherung ließen DDR-Behörden wie in weiteren grenznahen Orten unliebsame Bürger 1952 und 1961 durch die Aktionen mit den Decknamen Kornblume und Ungeziefer zwangsumsiedeln. Auch die verbliebenen Einwohner, im Jahr 1973 waren es noch 28, ließen sich umsiedeln. Der restlos freigezogene Ort wurde 1976 abgetragen und der Bauschutt in den See geschoben. Auch große Bäume wurden gefällt und Teile des Geländes überformt, um freies Sicht- und Schussfeld an der innerdeutschen Grenze zu gewinnen. Von 1976 bis 1990 war der Lankower See von Grenzsicherungsanlagen durchzogen. Außer den Grenzsoldaten war das Sperrgebiet in der Nähe des Lankower Sees niemandem zugänglich. Stacheldraht im See, ein das Wasser über- und unterspannender Drahtverhau, Signal- und Streckmetallzäune sperrten den Zugang. Im Bereich des Todesstreifens wurde zuletzt 1995 nach verlorenen Minen gesucht.
Von der einstigen Bebauung zeugen heute noch Mauer- und Fundamentreste sowie einige Obstbäume. Im Jahr 2009 wurde ein Gedenkstein mit der Aufschrift „Lankow, 1209–1976, Geschleift“ eingeweiht. Am Zufahrtsweg befindet sich seither ein symbolisches Ortsschild mit der Aufschrift „Lankow, Kreis Gadebusch, Bezirk Schwerin“.
Heute gehört der Lankower See zum Biosphärenreservat Schaalsee und ist wieder zugänglich. Hier leben Wildkraniche, brütende Grauammern und Neuntöter. Das Südbecken des Sees, dessen Uferbereiche und die Dorfstätte wurden am 15. Mai 1990 als Naturschutzgebiet Lankower See ausgewiesen.